# Acranthera athroophlebia
Acranthera athroophlebia är en måreväxtart som beskrevs av Cornelis Eliza Bertus Bremekamp. Acranthera athroophlebia ingår i släktet Acranthera och familjen måreväxter. Inga underarter finns listade i Catalogue of Life.